# 다이노봇
다이노봇(Dinobots)은 트랜스포머 작품들에서 등장하는 그룹 이름이다. 그룹에 변형은 공룡으로 되어있다.
비스트 워즈에서는 등장하는 다이노봇도 있으나 별개이다.

## 상세
다이노봇에 등장은 1984년 트랜스포머 원작 애니메이션에서 등장하였다. 다중우주 설정으로 다른 세계관, 다른 트랜스포머 작품에서도 등장하며 별개로 취급한다. 대부분 작품마다 다이노봇에 리더는 그림록이다. 실사화로는 트랜스포머: 사라진 시대에서 첫 등장하였다.
원작 세계관에서는 휠잭에 의해 탄생하였으며 얼라인드 세계관에서는 쇼크웨이브에 연구로 탄생하였다.

## 멤버
대부분 다이노봇 멤버는 5명으로 알려져 있다. 실사영화 세계관에서는 총 7명이다. 영화에서는 4명만 등장한다. 실사영화 세계관에서 스우프는 두 머리의 익룡으로 나오며 스트레이프(Strafe) 란 이름으로 등장한다. 실사영화에서는 슬러지(Sludge)이라는 다이노봇이 슬로그(Slog) 란 이름으로 토이 라인에서 만 나온다.

#### 목록
- 그림록 (Grimlock)
- 스우프 (Swoop)
- 슬로그 (Slug)
- 스날 (Snarl)
- 슬러지 (Sludge)

실사영화 다이노봇 멤버
- 스콘 (Scorn)
- 슬래시 (Slash)

## 같이 보기
- 트랜스포머